# Hélène Carrère d'Encausse
Hélène Carrère d'Encausse (rozená Zourabichviliová; 6. července 1929 Paříž – 5. srpna 2023) byla francouzská politička a historička. Specializovala se na dějiny Ruska a v knize L’empire éclaté z roku 1978 předpověděla rozpad Sovětského svazu. Česky od ní v překladu Jany Němcové vyšla kniha Romanovci. Hélène Carrère d'Encausse byla od roku 1990 členkou Francouzské akademie a byla v roce 1999 jako první žena zvolena její stálou sekretářkou. V letech 1994 až 1999 byla také poslankyní Evropského parlamentu. Narodila se bez státní příslušnosti jako dcera gruzínského emigranta, ale později získala francouzské občanství. Zemřela 5. srpna 2023 v Paříži ve věku 94 let.

## Kniha v češtině
- Romanovci: Dynastie pod vládou krve (Les Romanov: Une dynastie sous le règne du sang). Překlad Jana Němcová. [s.l.]: Volvox Globator, 2017. 406 s. ISBN 978-80-7511-338-2.